# Hamearis praestans
Hamearis praestans är en fjärilsart som beskrevs av Ruggero Verity och Querci 1923. Hamearis praestans ingår i släktet Hamearis och familjen Riodinidae. Inga underarter finns listade i Catalogue of Life.